# Цзо Цзунтан
Цзо Цзунта́н (кит. упр. 左宗棠, пиньинь Zuǒ Zōngtáng), взрослое имя Цзига́о (кит. упр. 季高, пиньинь Jìgāo) (10 ноября 1812 — 5 сентября 1885) — китайский военный и политический деятель времён империи Цин.

## Биография

### Молодые годы
Цзо Цзунтан родился 10 ноября 1812 года в уезде Сянъинь провинции Хунань. О его молодых годах сведений нет. Известно, что Цзо Цзунтан учился в Академии Юэлу в Чанша, но не сумел достичь каких-либо высот на традиционной научной стезе: он сдал экзамен лишь на степень «цзюйжэнь» и трижды провалился на экзамене на степень «цзиньши». После этого он решил расстаться с мечтами о карьере чиновника, и вернулся в родные места заниматься сельским хозяйством. В этот период жизни он впервые обратил внимание на западные науки, в частности политэкономию.

### Подавление восстания тайпинов
После начала тайпинского восстания Цзо вновь пошёл на государственную службу. С 1850 года он занял должность помощника сюньфу (военного губернатора) провинции Хунань (этот пост в то время занимали Чжан Лянцзи и Ло Бинчжан). В 1856 году он стал чиновником Военного министерства. В 1860 году Цзо Цзунтан получил под командование 5 тысяч добровольцев и с этими силами выбил тайпинов из провинций Хунань и Гуанси в провинцию Чжэцзян.
В 1861 году Цзо начал служить всерьез: из родной Хунани он переезжает по службе в Цзянси, а после, по рекомендации Цзэн Гофаня, в 1862 году возглавляет войска провинции Чжэцзян — уже сам в должности сюньфу. С этого времени имя Цзо Цзунтана зазвучало в одном ряду с такими видными представителями милитаристских кругов Китая, как Цзэн Гофань и Ли Хунчжан. Подобно своему более младшему современнику, антагонисту и сопернику Ли Хунчжану, Цзо был с самого начала своей карьеры замечен, пригрет и выдвинут признанным лидером китайских политических кругов времен поздней Цин — Цзэн Гофанем. Умело используя «Отряды иностранного оружия», Цзо взял Шаосин и Цзиньхуа, в апреле 1864 года — Ханчжоу. В июле 1864 года войска Цзо Цзунтана участвовали в штурме столицы тайпинов — Нанкина.

### Наместник Миньчжэ и Шэньганя
В августе 1865 года Цзо Цзунтан стал наместником Миньчжэ (в это наместничество входили территории провинций Фуцзянь и Чжэцзян). В этот период он построил в Мавэй близ Фучжоу судостроительную верфь, машины и оборудование для которой были закуплены во Франции. Из Франции же были приглашены и инженеры. На верфи работало от 2 до 3 тысяч рабочих и около 1 тысячи солдат Сянской армии; здесь же были открыты школы иностранных языков и судостроения.
В 1862 году началось восстание дунган в провинции Шэньси, которое в 1865 году переместилось в провинцию Ганьсу, а в 1867 году охватило даже Цинхай. В те же годы в Хэнани, Шэньси и Шаньси действовали крупные остатки войск нянцзюней. В феврале 1867 года наместником Шэньганя (в это наместничество входили территории провинций Шэньси и Ганьсу) был назначен Цзо Цзунтан, одновременно ему дали звание чрезвычайного императорского уполномоченного, чтобы он мог распоряжаться войсками в провинции Шаньси. Рационально подойдя к делу, Цзо выдвинул принцип: «Сначала — няньцзюни, потом — дунгане», и двинул свои опытные войска добивать няньцзюней, с последними из которых было покончено летом 1868 года в районе пересечения Хуанхэ с Великим каналом.
В конце 1868 года войска Цзо Цзунтана двинулись в провинцию Шэньси. Они состояли из солдат Сянской и Хуайской армий, имели богатый боевой опыт и современное вооружение. Начав в 1869 году карательный поход в Шэньси, Цзо Цзунтан действовал с невероятной даже для маньчжуров жестокостью, поголовно уничтожая всех мусульман, массами бежавших в Ганьсу. Ожесточённые бои на границе этих провинций длились несколько месяцев.
В 1869 году войска Цзо Цзунтана четырьмя колоннами двинулись в Ганьсу. Главный удар был нанесён в Нинся, где после ожесточённых боёв цинские силы под командованием генерала Лю Суншаня (второй человек в окружении Цзо Цзунтана) осадили крепость Цзиньцзи — ставку Ма Хуалуна (главы исламской секты «Синьцзяо»). Восставшие упорно оборонялись. Лю Суншань был убит в бою и командование армией было поручено его племяннику, тогда 26-летнему Лю Цзиньтану. Цзо Цзунтан обещал сохранить жизнь защитникам ислама в случае их капитуляции. В феврале 1871 года крепость (чья осада стоила правительственным войскам потери 71 батальона (приблизительно 35,5 тысяч человек) из 141, задействованного в целом в Шэньси, Ганьсу и Цинхае) была сдана. По приказу Цзо Цзунтана все сложившие оружие дунгане были уничтожены, за исключением Ма Хуалуна и его близких. Это поражение привело к расколу в рядах повстанцев-мусульман — начался массовый переход на сторону врага дунганских чиновников, купечества и землевладельцев в провинциях Ганьсу и Цинхай. 6 марта 1872 года Ма Вэньлу — один из руководителей повстанцев — сдал город Ханчжоу, а полгода спустя Цзо Цзунтан победителем вошел в Шаньчжоу. Заключительной вехой пятилетнего подавления восстания была капитуляция Ма Вэньшу, возглавлявшего дунган в их последнем опорном пункте — Сучжоу (ноябрь 1873 года), после чего цинские войска учинили там массовую резню мусульман. К 1874 году восстание было потоплено в крови. Отряды повстанцев отступили в Синьцзян, куда в 1873 году вместе с Биянху ушли десятки тысяч дунган. Пять лет подавления мусульманского восстания обошлись цинской казне в 40 миллионов лянов серебра.

### Дискуссия по поводу «Западного похода»
Цинскому режиму оставалось покончить с последним очагом антиманьчжурского сопротивления — основанным Якуб-беком государством Йеттишар. Перед цинской администрацией со всей остротой встал вопрос о характере дальнейшей политики в отношении отпавших от Китая районов. Решение этой проблемы вызвало оживленные споры.
Некоторые высшие сановники и военачальники предлагали остановиться на решении вопроса о возвращении утерянных территорий мирным, дипломатическим путём, через признание независимости Джунгарии и Восточного Туркестана (образовавшихся там государств). Сторонники такой позиции ссылались на переживаемые цинским Китаем трудности политического и экономического характера. Другая часть официальных лиц в цинском правительстве выступала
за самые решительные военные действия и подавления восстаний.
Основными доводами сторонников мирного разрешения синьцзянского вопроса были ссылки на организационную и финансовую сложность подготовки карательного похода в Синьцзян. Среди влиятельных лиц, поддерживавших эту точку зрения был даже влиятельнейший китайский политический деятель при тогдашнем правительстве Цзэн Гофань, выдвинувший предложение «отказаться от территорий к западу от Цзяюйгуаня». Что же касается чиновников, осуществлявших командование цинскими войсками в Синьцзяне, то они оказались в наиболее сложном положении и, естественно,
опасаясь непосредственно грозившей им опасности и ответственности, выступали за свертывание военных действий в Джунгарии и Восточном Туркестане.
Что касается приверженцев идеи о необходимости кардинального решения синьцзянской проблемы путём военного похода, то основным их аргументом было соображение, что «потеря» Джунгарии и Восточного Туркестана создаст постоянную угрозу безопасности западных границ Цинской империи.
За свои заслуги Цзо Цзунтан ещё в 1873 году был введён в состав Внутреннего секретариата:
14 декабря 1873 он получил должность «Сотрудничающего секретаря» (кит. упр. 协办大学士, пиньинь Xiélì dàxuéshì, палл. Сели дасюэши), а 18 сентября 1874 года — должность «Секретаря Восточного павильона» (кит. упр. 东阁大学士, пиньинь Dōnggé dàxuéshì, палл. Дунгэ дасюэши). Но ещё будучи простым военным чиновником он подал доклад, в котором изложил план умиротворения страны: сначала «усмирить бунтовщиков во внутреннем Китае», потом усмирить Шэньси, и только потом — Синьцзян. Лидером группировки, разделявшей мнение Цзо Цзунтана, был Айсиньгьоро Ихуань, носивший титул «великий князь Чунь», который являлся сводным братом императора, правившего под девизом «Сяньфэн». Ихуань даже предложил лично возглавить карательную экспедицию на Запад.
Судя по всему, Цзо пришел к мысли о военном походе на северо-запад ещё до своего отъезда из Ханькоу весной 1868 года. К 1874 году, после подавления мусульман к востоку от Сучжоу, проблема Синьцзяна встала во главе угла.
Тем временем разразился Тайваньский кризис. Для Китая японская экспансия на Тайване стала неожиданным уроком:
пекинский двор был в ужасе от внезапно обнаружившейся беззащитности Китая перед лицом Японии, и необходимость усиления военного потенциала для защиты восточного побережья стала очевидной. Именно тогда и возник вопрос о том, может ли Китай осуществить свою военно-морскую программу, одновременно начиная дорогостоящую кампанию в Синьцзяне. По вопросу о неотложности и, главное, первостепенной важности приложения усилий либо в области обороны побережья («хайфан»), либо «укрепления границ» («сайфан»), как тогда называли возвращение Синьцзяна в политических кругах, разгорелись бурные дебаты. Естественно, что высшие чиновники прибрежных провинций в большинстве своем поддерживали военно-морскую программу.
Таким образом, к 1874 году в правящих кругах Китая сложилось два взгляда на политику в отношении Синьцзяна: первый, предусматривающий отказ от Синьцзяна, высказывался представителями группировки Ли Хунчжана, а сторонников возвращения Синьцзяна ценой любых, пусть даже самых решительных расправ и больших материальных затрат возглавлял Цзо Цзунтан, уже успевший соответствующим образом «зарекомендовать» себя прежде.
В 1874 году было предложено устроить при дворе дискуссию на эту тему. Предполагалось, что все известные политические деятели страны так или иначе примут участие в дискуссии. Одним из наиболее важных был вопрос о распределении денежных средств. В целях более успешного финансирования «Западного похода» Цзо Цзунтан выступил за получение иностранного займа в сумме нескольких миллионов лянов. Несмотря на то, что подобные займы считались весьма невыгодными, так как предоставлялись под весьма высокие проценты (14,4 % годовых), цинское правительство пошло на них, убежденное в необходимости возвращения утраченных территорий Джунгарии и Восточного Туркестана. Западный поход Цзо Цзунтана привел к заключению новой серии договоров о займах с западными компаниями в Китае, а именно — с Британским банком и банковскими корпорациями Гонконга и Шанхая. Согласие английского капитала на предоставление займов диктовалось не только явными ростовщическими выгодами, но и, в частности, расчетом использовать «западный поход» как акцию, направленную на ослабление влияния России в Центральной Азии.
Против аргументов Цзо Цзунтана выступил Ли Хунчжан. Будучи в то время наместником столичной провинции Чжили и чиновником, ответственным за торговлю в северных портах, он ведал как береговой обороной в своем районе, так и созданием современного флота вообще. Выполнение стоявших перед ним задач, несомненно, требовало значительных капиталовложений. Для Ли Хунчжана было вполне естественно предположить, что деньги, которые пойдут на кампанию в Синьцзяне, соответственно, вычтутся из средств на осуществление военно-морской программы. Конечно ему было трудно смириться с этим.
Конфликт усугублялся ещё и значительной личной антипатией Ли Хунчжана и Цзо Цзунтана: эти два политических деятеля критиковали друг друга открыто и завуалированно. И Ли Хунчжан, и Цзо Цзунтан были весьма честолюбивыми людьми. Во время подавления Тайпинского восстания они были, практически, «равновеликими силами», — ими были достигнуты равноценно значительные для маньчжурской власти «победы», и им воздавали за них одинаковые почести. Вследствие того, что они занимали на иерархической лестнице близкие позиции, между ними вполне могла развиться взаимная зависть к карьерным успехам друг друга. Учитывая также и этот факт, неудивительно, что Ли Хунчжан по всем пунктам возражал против возврата Синьцзяна.
До марта 1875 года Цзо Цзунтан не вступал в споры на уровне докладов трону по собственной инициативе, хотя, несомненно, уже давно имел на этот счет своё мнение. В середине января 1875 года события развернулись таким образом, что политическая ситуация стала благоприятствовать точке зрения сторонников военного похода в Синьцзян. 12 января 1875 г. умер, не оставив наследника, император. Вопреки правилам престолонаследия, на трон был возведен племянник вдовствующей императрицы Цыси, мальчик четырёх лет, сын младшей сестры Цыси и князя Чуня — ярого сторонника возвращения Джунгарии и Восточного Туркестана.
Важную роль в определении правительственной политики в этом вопросе сыграл и Вэнь Сян — один из министров и член Военного совета. Именно под влиянием Вэнь Сяна, после того, как двор получил все доклады, 10 марта 1875 года Цзо Цзунтану был отдельно послан секретный документ с запросом о его мнении по синьцзянской проблеме. Цзо Цзунтана просили ясно ответить, мог ли он восстановить власть империи в Синьцзяне с теми силами, которые имелись у него в распоряжении на данный момент. Важность указанного документа была столь велика, что на его доставку в Ланьчжоу из Пекина потребовалось всего лишь 9 дней; Цзо Цзунтан получил запрос 19 марта 1875 года. Он ответил почти через месяц, 12 апреля 1875 года, развернутым докладом (он занимает 19 двойных страниц текста), в котором утверждалось, что синьцзянская кампания должна была проводиться до полной победы, безотносительно состояния дел в осуществлении военно-морской программы. Он заявлял, что западные государства, заинтересованные в первую очередь в торговых выгодах во время войн с Китаем начала и середины века захватывали лишь гавани и порты, а не значительные участки территории. Цзо Цзунтан противопоставлял западным державам Россию, которая, по его мнению, имела виды как на территорию Китая, так и на торговые льготы одновременно. Исходя из этого, Цзо Цзунтан считал разумным предотвратить нежелательное для Китая развитие событий в Центральной Азии и восстановить власть Цин в Синьцзяне. Цзо Цзунтан завершал свои доводы предостережением, что остановка синьцзянской кампании была бы равносильна проигрышу вследствие неявки на поле боя и являлась бы первым шагом к преобладанию иностранных держав в Центральной Азии.
Хотя аргументы как Цзо Цзунтана, так и Ли Хунчжана представлялись правительству довольно-таки вескими, тем не менее, в верхах Цинской империи казалось бесспорным, что ситуация у побережья тогда все же не являлась критической, в то время, как в Синьцзяне налицо было антиманьчжурское восстание, которое следовало бы, в принципе, подавить. Вскоре после получения правительством доклада Цзо Цзунтана, в апреле 1875 года, по рекомендации Вэнь Сяна, император назначил Цзо императорским уполномоченным по военным делам в Синьцзяне. Таким образом, было положено официальное начало военной кампании в Синьцзяне.

### Западный поход
В 1875 году Цзо Цзунтан двинул своё 70-тысячное войско на покорение Джунгарии. Поскольку он умело поддерживал в Якуб-беке надежду на договор с Пекином об автономии Кашгарии в рамках Цинской империи, Джунгария была отдана ему почти без боя. После этого он в середине апреля 1877 года внезапно бросил против Йеттишара 180 батальонов хорошо вооружённых войск под командованием Лю Цзуньтана. Несмотря на помощь отрядов Биянху и других командиров-дунган, войска Якуб-бека терпели поражения. В мае 1877 года он был отравлен, а Йеттишар распался на три враждующие между собой владения. Войска Лю Цзуньтана овладели Кашгаром, Яркендом и Хотаном. В декабре 1877 года была покорена вся Кашгария. Каратели казнили тысячи мусульман, десятки тысяч бросали в темницы. Биянху с отрядами дунган нашёл убежище во владениях России. Власть империи Цин была восстановлена над всем Синьцзяном, кроме Илийского края.

### Илийский кризис 1879—1881 годов
Чтобы предотвратить захват Якуб-беком Таранчинского султаната и не допустить английского влияния в Средней Азии, русские войска в 1871 году оккупировали Илийский край и ликвидировали здешнее уйгурское государство. Петербург уведомил Пекин о своём обязательстве вернуть Илийский край Китаю после нормализации положения в Синьцзяне. В 1872 году для разъяснения причин занятия русскими войсками Илийского края русское правительство специально послало генерала Богуславского, который встретился в мае 1872 года с бывшим губернатором Или Жун Цюанем, находящимся в тот момент в Кобдо.
Сразу после возвращения Синьцзяна цинская дипломатия поставила вопрос об Илийском крае. Цинское правительство обсуждало вопрос о специальной встрече Цзо Цзунтана с К. П. Кауфманом, на которой могла бы быть достигнута договорённость по этому вопросу, однако Цзо не являлся подходящей кандидатурой для ведения дипломатических переговоров, и в конечном счёте было решено послать в Россию специальное посольство. В качестве главы миссии был выбран профессиональный дипломат, маньчжур Чун Хоу.
Цзо Цзунтан высоко оценил факт назначения Чун Хоу на пост посла, однако он, по-видимому, рассчитывал на то, что переговоры будут проводиться в Или, куда будет направлен специальный представитель России. Цзо надеялся, что сможет влиять на ход переговоров; одновременно он заявил Палате внешних сношений, что всегда сумеет разрешить Илийский вопрос на поле сражения. Перспектива участия в переговорах Цзо не очень прельщала двор, поэтому было принято решение настаивать на проведении переговоров в Санкт-Петербурге, а Чун Хоу отправился в Россию морским путём, чтобы не встречаться с Цзо Цзунтаном.
В начале 1879 г. в Петербурге начались русско-китайские переговоры о возвращении Илийского края Цинской империи. Подписанию Ливадийского договора, которым завершились переговоры, предшествовали два специальных совещания, признавших целесообразность возвращения цинскому Китаю большей части Илийского края на условии решения ряда спорных вопросов между Россией и империей Цин.
Подписанный сторонами в Ливадии 20 сентября 1879 г. договор вызвал недовольство в цинских верхах, отказавшихся его ратифицировать. Чун Хоу по возвращении был арестован и ожидал казни. Причина недовольства состояла в уступке России издавна считавшегося важным Музартского перевала через Тянь-Шань (наиболее удобного прохода из Илийского края в Восточный Туркестан) и долины реки Текес для поселения в ней «жителей Илийского края, которые пожелают принять российское подданство».
В этих условиях некоторые влиятельные маньчжурские и китайские сановники, в особенности такие представители «сянской» китайской феодальной группировки, как сам Цзо Цзунтан и наместник провинции Чжили Чжан Чжидун, начали подталкивать правительство к войне с Россией за Или. 2-го апреля 1880 года Цзо Цзунтан отправил в Пекин доклад, где сообщал правительству, что даже если и не его войска первыми откроют огонь в Илийском крае, он готов к любому повороту событий в случае войны. Планировалось вторжение в Или с трех сторон: восточным флангом армии должен был командовать генерал Цзин Шунь, в прошлом, военный губернатор Или, за центральный путь отвечал генерал Чжан Яо, который нанес бы удар из Аксу по реке Текес, а наступление войск западного фланга возглавлял генерал Лю Цзиньтан, который должен был пройти из Уч-Турфана. Сам Цзо был намерен двинуть свои войска в Хами и осуществлять общее командование армией оттуда.
26 мая Цзо выехал в Хами, взяв с собой гроб с целью продемонстрировать решимость умереть за родину, и достиг места назначения 15 июня. Он выехал в Синьцзян, получив указание от правительства самому не начинать враждебных действий, но имел санкции на оказание противодействия в случае возможной «агрессии русских», их «вторжения в Китай». Исходя из больших размеров территории Синьцзяна, Цзо установил там ряд разведывательных пунктов для удобства связи и в целях предупреждения наступления русских войск. Военачальник был рад узнать, что в Или находились всего лишь несколько тысяч русских солдат. Цзо Цзунтан считал, что постоянная военная готовность его войск и упорное противодействие «давлению» России могли оказать существенную помощь переговорам в Петербурге. Пользуясь поддержкой шэньшиских кругов Хунани, Цзо Цзунтан намеревался создать в этой провинции ещё 200-тысячную армию и выбить русских из Средней Азии, а далее захватить Петербург.
Англия, стремившаяся втравить Китай в войну с северным соседом, всячески раздувала Илийский кризис. Дизраэли предложил направить в Китай большую группу военных советников во главе с Ч. Гордоном. В Петербурге крайне не хотели войны, но были вынуждены принять ответные меры. Александр II усилил русские войска в Средней Азии и на Дальнем Востоке, а к берегам Китая двинул эскадру адмирала С. С. Лесовского.
Пекинский двор был напуган новостями о военно-морской «демонстрации» российского флота, но не Цзо Цзунтан: он утешал своё правительство тем, что количество кораблей, высланных русскими, было меньше того, что произвела одна лишь фучжоуская верфь, и, что каждый корабль мог взять на борт лишь несколько сотен людей, следовательно, их мощь была ограничена. С другой стороны, китайские войска — участники тайпинской, няньцзюньской и мусульманской кампаний превосходили русский отряд по своей численности, а китайское вооружение улучшилось с начала «движения за самоусиление». Цзо Цзунтан убеждал правительство в том, что появление русского флота не может быть причиной для опасения. Он утверждал, что в военных действиях против русских Китай мог одержать победу, так как измотанная войной с Турцией Россия была не в состоянии осуществить глубокий и длительный поход в Маньчжурию. А в том маловероятном случае, если русские все-таки решились бы на это, Цзо полагал, что смог бы остановить их контратакой с северо-запада: «Граница между Россией и Китаем имеет одинаковую протяженность для обеих сторон, — писал он, — и если Россия вторгнется в Китай в одном месте, то Китай может вторгнуться в Россию в другом». Цзо Цзунтан вообще намеревался вести военные действия на территории России, объясняя это стремлением избавить Китай от каких-либо разрушений, и предвидел скорее такой оборот событий, чем вторжение в Маньчжурию.
Тем временем в Пекине осознали невыгодность этой войны, грозившей резко усилить позиции Англии в Китае. В августе 1880 года цинским правительством было принято решение о вызове Цзо Цзунтана в столицу в качестве «советника трона». Самим Цзо Цзунтаном это было воспринято как мера высочайшего к нему доверия и признание его способностей в качестве внешнеполитического стратега, однако более вероятно, что цинское правительство решило убрать с границы человека, способного спровоцировать инцидент (любое столкновение между двумя государствами объективно вело к росту его влияния и авторитета как политика и военного деятеля).
24 февраля 1881 года в Петербурге был подписан Договор об Илийском крае, по которому эта территория была возвращена Китаю.

### Дальнейший жизненный путь
После прибытия в Пекин в январе 1881 года Цзо Цзунтан имел продолжительную аудиенцию у императрицы Цыси и был назначен главой Военного министерства. В октябре 1881 года он был смещён с этого поста и назначен наместником Лянцзяна (это наместничество включало в себя территории провинций Цзянсу, Цзянси и Аньхой). В 1884 году из-за войны с Францией Цзо в июне опять возглавил Военное министерство, а в сентябре в четвёртый раз в своей жизни стал чрезвычайным императорским уполномоченным — на этот раз для укрепления береговой обороны провинции Фуцзянь. В сентябре 1885 года, вскоре после подписания мирного договора, Цзо Цзунтан скончался в Фучжоу. Его тело было перевезено на родину, в Чанша.

## Память
В память о Цзо Цзунтане названо сладкое блюдо из жареной курятины, цыпленок генерала Цо (кит. 左宗棠 雞), которое подают в североамериканских китайских ресторанах; но никаких письменных свидетельств связи с ним нет, и это блюдо не известно в Хунани, родной провинции Цзо.